# Fridolin Joseph Alois von Hauser
Fridolin Joseph Alois von Hauser (Näfels, 9 september 1759 - aldaar, 15 december 1832) was een Zwitsers militair en politicus.

## Levensloop
Fridolin von Hauser was de zoon van een Landammann. Hij trad in 1774 in Franse dienst. Van 1787 tot 1792 commandeerde hij als kapitein een compagnie. Van 1795 tot 1797 was hij kapitein in Sardijnse dienst. In 1797 keerde hij naar Zwitserland terug en vestigde zich in het kanton Glarus. Hij werd raadsheer en lid van de oorlogsraad van het kanton Glarus. Hij week in 1798, na de verovering van Zwitserland door het Franse revolutionaire leger, uit naar Groot-Brittannië en trad in dienst van het emigrantenregiment onder leiding van zijn schoonvader Niklaus Franz Freiherr von Bachmann en nam als eerste luitenant deel aan diverse veldtochten in Zuid-Duitsland en Zwitserland. In 1802 werd hij bevorderd tot kolonel. Na de aanvaarding van de Mediationsakte trad hij in 1804 in dienst van het Zwitserse leger. In 1804 nam hij deel aan de Bockenkrieg (onderdrukking van een opstand van plattelanders tegen de stad Zürich).
Fridolin von Hauser was van 1804 tot 1813 vleugeladjudant van de Landammann van Zwitserland en in 1814 was hij commandant van de troepen van het Eedgenootschap in Chiavenna, Veltlin en Bormio en later dat jaar werd hij door Tagsatzung tot commissaris van het prinsbisdom Bazel aangesteld. Tijdens de grensbezetting en de veldtocht in het vrijgraafschap Bourgondië was hij chef van de generale staf en daarna vleugeladjudant van generaal Bachmann.
Fridolin von Hauser was van 1814 tot 1825 staatsschrijver van Zwitserland. Hij was daarna landsstadhouder van het kanton Glarus en daarna van 7 mei 1826 tot 4 mei 1828 en van 1 mei 1831 tot 15 december 1832 Landammann van het kanton Glarus. Hij stierf op 73-jarige leeftijd in het ambt.
Fridolin von Hauser was een voorstander van de situatie van vóór de Franse Revolutie. Hij werd onderscheiden als ridder in de Orde van St. Ludwig.